# Лесная (платформа Ярославского направления)
Лесна́я — остановочный пункт хордовой линии Мытищи — Фрязево Ярославского направления Московской железной дороги. Расположена в городском округе Электросталь Московской области.
Прежнее название — 64 км (по расстоянию от станции Москва-Пасс.-Ярославская). По официальным документам (тарифному руководству № 4) до сих пор имеет название 64 км. С 19 ноября 2024 г. официально переименована в платформу Лесная.
Платформа расположена в отдалении от населённых пунктов. Основной пассажиропоток составляют жители близлежащих дачных посёлков.

## История
Построена в 1971 году вместе с участком Монино — Фрязево, замкнувшим хордовую линию Мытищи — Фрязево между Ярославским направлением и Горьковским направлением МЖД.

## Инфраструктура
Имеется две боковых платформы. Вторая достроена в 2003 году, когда был построен второй путь на этом участке. Не оборудована пандусами, турникетами и билетной кассой. Сооружение бывшей билетной кассы на платформе в направлении Фрязево сохранилось, но оно заброшено. На платформе в направлении Москвы есть укрытие от осадков.

## Маршруты поездов и движение по станции
Является промежуточной для электропоездов на Москву-Ярославскую, следующих со станции Фрязево (12 пар).
Время движения от Ярославского вокзала — около 1 часа 40 минут, от станции Фрязево — около 10 минут.
В 2000 году, помимо рейсов до ст. Фрязево, на платформе останавливались пригородные поезда маршрута Москва-Ярославская — Электрогорск (1 пара в день), а в 2007 году Москва-Ярославская — Крутое (2 пары по выходным дням), предоставляемые как ТЧ-10 Москва-2, так и ТЧ-4 Железнодорожная. С 2006 года через платформу проходят порядка 13 пар электропоездов Москва-Ярославская — Фрязево (рейсы выполняет депо Москва-2).

## Рядом со станцией
Неподалёку от станции расположено несколько дачных посёлков, поля и берёзовые рощи.
В направлении Фрязево через 2 км находится КТСМ 66 км. 

## Транспорт
Общественный транспорт напрямую к платформе не подходит, ближайшая остановка — Есино на Носовихинском шоссе (3,7 км).

## Галерея
- Станционная табличка, 2015
- Платформа от Москвы, 2015
- Платформа на Москву, 2015
- Станционная табличка, 2022
- Платформа от Москвы, 2022
- Платформа на Москву, 2022
- Платформа от Москвы, вид в сторону Москвы
- Укрытие от осадков на платформе на Москву
- Бывшая билетная касса на платформе от Москвы
- Общий вид платформы
- Лестница, ведущая на платформу от Москвы
- Пешеходный переход перед станцией